# Дюссельдорфська обсерваторія
51°12′27″ пн. ш. 6°45′53″ сх. д. / 51.2074° пн. ш. 6.7648° сх. д.

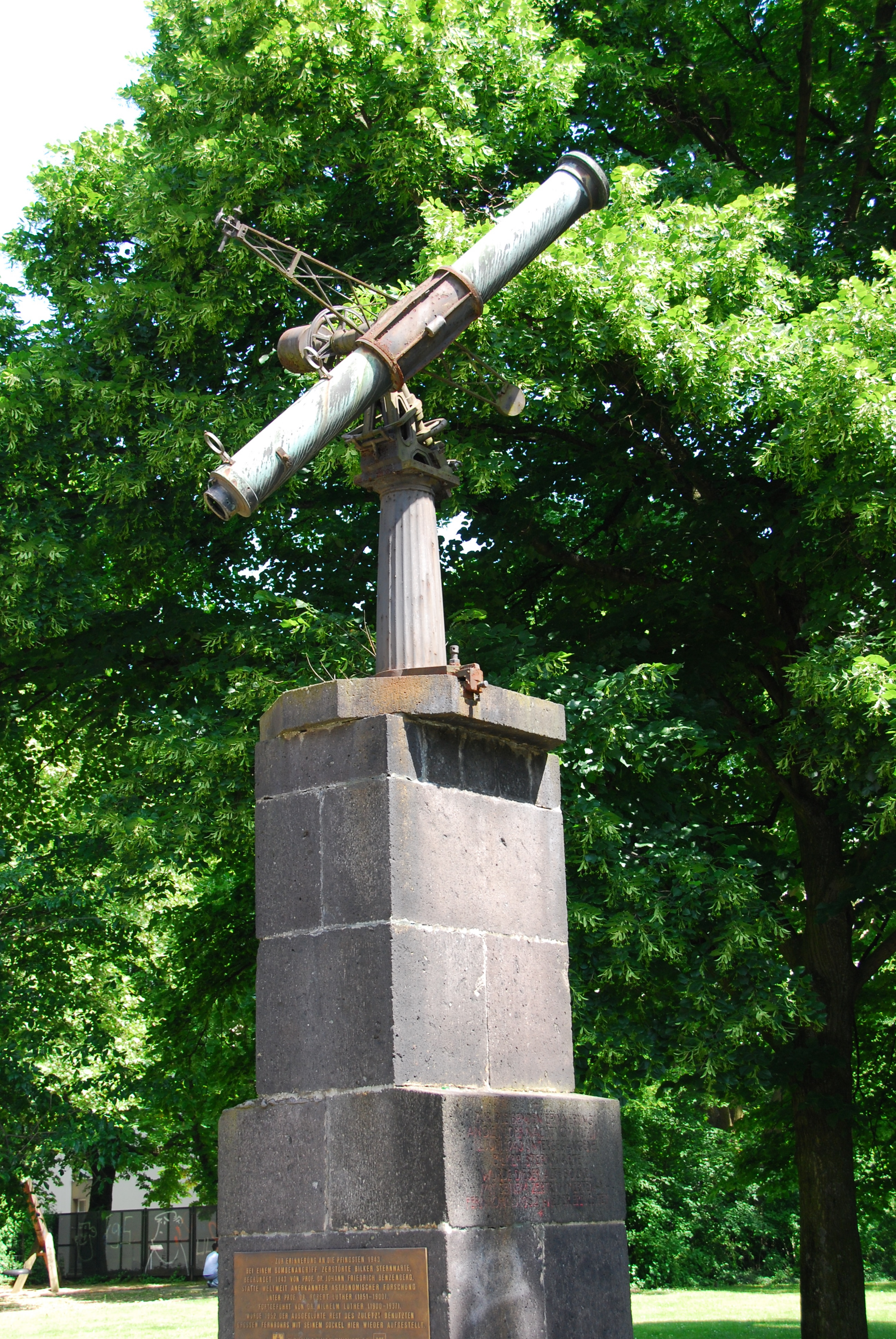
пам'ятник на місці зруйнованої обсерваторії

Обсерваторія Дюссельдорф (в деяких джерелах обсерваторія Дюссельдорф-Більк) — приватна астрономічна обсерваторія в районі Дюссельдорф-Більк, міста Дюссельдорф, Німеччина, заснована в 1843 році Йоганном Фрідріхом Бенценбергом в особистих цілях. Обсерваторія була зруйнована у 1943 році під час бомбардувань. Бенценберг називав свою обсерваторію «Шарлотта». Код обсерваторії: 018

## Керівники обсерваторії
- 1843 — 1846 — Йоганн Фрідрих Бенценберг
- 1847 — 1851 — Franz Friedrich Ernst Brünnow
- 1851 — 1900 — Карл Теодор Роберт Лютер
- 1900 — 1937 — Вільям Лютер (син Карла Лютера)

## Історія обсерваторії
У 1843 році Йоган Фрідрих Бенценберг побудував астрономічну обсерваторію поруч з Дюссельдорфом для проведення самостійних спостережень. Основним інструментом обсерваторії був рефрактор з фокусною відстанню 1800 мм. Після смерті Бенценберга в 1846 році обсерваторія була заповідана місту. З 1847 директором обсерваторії був Franz Friedrich Ernst Brünnow. У 1851 році Brünnow їде до Берлінської обсерваторії. У період з 1852 року по 1890 рік новим керівником обсерваторії був Карл Теодор Роберт Лютер, він відкрив 24 астероїда: від 17 Фетіди 17 квітня 1852, до 288 Главки 20 лютого 1890. Ці астероїди називаються «24 Дюссельдорфські планети». У 1874 році Карлу Бамбергу був замовлений великий екваторіал для Дюссельдорфської обсерваторії. Обсерваторія була зруйнована під час бомбардувань в 1943 році. Астероїд 4425 Більк названий на честь обсерваторії. Поруч з місцем, де раніше знаходилася обсерваторія був встановлений пам'ятник у вигляді згорілого телескопа.

## Напрями досліджень
- Відкриті астероїди: 24

| 17 Фетіда     | 17 квітня 1852    |
| 26 Прозерпіна | 5 травня 1853     |
| 28 Беллона    | 1 березня 1854    |
| 35 Левкотея   | 19 квітня 1855    |
| 37 Фідес      | 5 жовтня 1855     |
| 47 Аглая      | 15 вересня 1857   |
| 53 Каліпсо    | 4 квітня 1858     |
| 57 Мнемосіна  | 22 вересня 1859   |
| 58 Конкордія  | 24 березня 1860   |
| 68 Лето       | 29 квітня 1861    |
| 71 Ніоба      | 13 серпня 1861    |
| 78 Діана      | 15 березня 1863   |
| 82 Алкмена    | 27 листопада 1864 |
| 84 Кліо       | 25 серпня 1865    |
| 90 Антіопа    | 1 жовтня 1866     |
| 95 Аретуса    | 23 листопада 1867 |
| 108 Гекаба    | 2 квітня 1869     |
| 113 Амальтея  | 12 березня 1871   |
| 118 Пейто     | 15 березня 1872   |
| 134 Софросюне | 27 вересня 1873   |
| 241 Германія  | 12 вересня 1884   |
| 247 Евкрат    | 14 березня 1885   |
| 258 Тіхе      | 4 травня 1886     |
| 288 Главка    | 20 лютого 1890    |

- Астрометричні спостереження зірок (Бенценберг) -?
- Пошук нових астероїдів (Карл Теодор Роберт Лютер)
- З 1854 по 1857 роки перевірка зоряного каталогу (Карл Теодор Роберт Лютер)

## Основні досягнення
- Відкриття 24 астероїдів в другій половині 19 століття.

## Відомі співробітники
- Йоганн Фрідріх Юліус Шмідт — в 1845 році був асистентом Бенценберга в обсерваторії Дюссельдорф